# Miki Ando

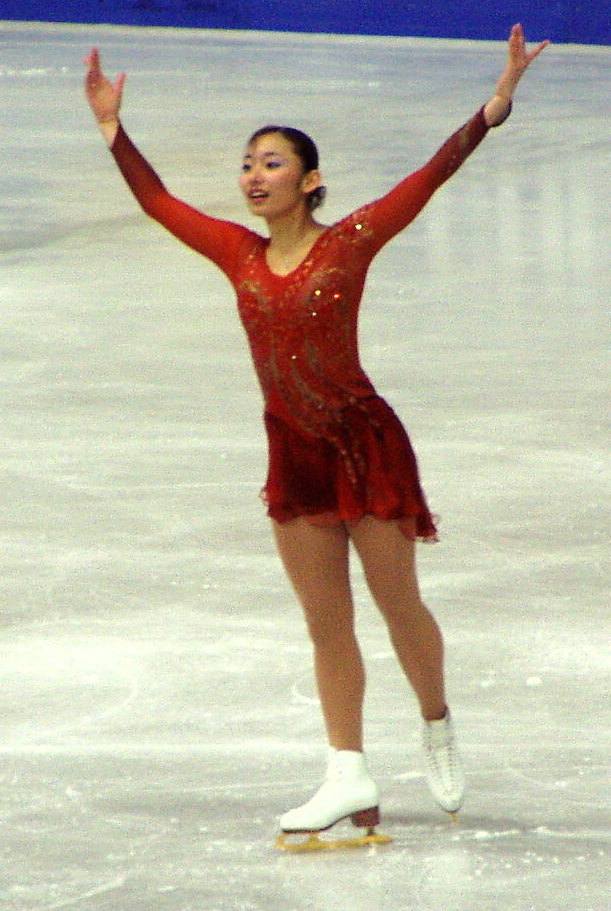
Miki Andō op het WK 2004 in Dortmund

Miki Andō (Japans: 安藤美姫, Andō Miki) (Nagoya, 18 december 1987) is een Japanse kunstschaatsster.
Miki Andō werd in 2004 wereldkampioene bij de junioren, nadat ze in 2002 derde en in 2003 tweede was geworden. Tijdens de junior Grand Prix-finale van 2002 voerde ze als eerste vrouw succesvol een viervoudige salchow uit. Op het WK van 2007 in de Japanse hoofdstad Tokio werd ze wereldkampioene bij de senioren. Haar score op de korte kür op dit kampioenschap is tot heden haar persoonlijke records, de andere twee verbeterde ze in het seizoen 2010/11 op het 4CK, het toernooi dat ze voor de eerste keer won. Ditzelfde seizoen werd ze voor de tweede keer wereldkampioene.
In 2004 en 2005 en 2011 werd ze nationaal kampioene bij de senioren. In 2000 en 2001 was ze dit bij de novicen en in 2002, 2003 en 2004 bij de junioren.

## Persoonlijke records
| records             | punten | datum      | toernooi |
| ------------------- | ------ | ---------- | -------- |
| Hoogste totaalscore | 201.34 | 20-02-2011 | 4CK      |
| Hoogste korte kür   | 67.98  | 24-03-2007 | WK       |
| Hoogste vrije kür   | 134.76 | 20-02-2011 | 4CK      |

## Belangrijke resultaten
| Resultaten                   | 99/00    | 00/01 | 01/02 | 02/03  | 03/04 | 04/05 | 05/06 | 06/07  | 07/08  | 08/09 | 09/10 | 10/11 |
| ---------------------------- | -------- | ----- | ----- | ------ | ----- | ----- | ----- | ------ | ------ | ----- | ----- | ----- |
| Olympische Spelen            |          |       |       |        |       |       | 15e   |        |        |       | 5e    |       |
| Wereldkampioenschap          |          |       |       |        | 4e    | 6e    |       | Goud   | tzt *  | Brons | 4e    | Goud  |
| Viercontinentenkampioenschap |          |       |       |        |       |       |       |        | Brons  |       |       | Goud  |
| Nationaal kampioenschap      |          |       | Brons | 5e     | Goud  | Goud  | 6e    | Zilver | Zilver | Brons | 4e    | Goud  |
| WK junioren                  |          |       | Brons | Zilver | Goud  |       |       |        |        |       |       |       |
| NK junioren                  | N / 7e J | N / J | Goud  | Goud   | Goud  |       |       |        |        |       |       |       |

* tzt = trok zich terug tijdens de vrije kür
N = novice, J = junioren
- Bibliotheek van het Japanse parlement: 01189206
- Virtual International Authority File: 256355715